# Římskokatolická farnost Hradčovice
Římskokatolická farnost Hradčovice je územní společenství římských katolíků v děkanátu Uherský Brod s farním kostelem Všech svatých. Z hlediska církevněprávního je farnost Hradčovice právnickou osobou s působností v katastru obcí Hradčovice s místní částí Lhotka, Drslavice a Veletiny.

## Historie farnosti
Datum vysvěcení zdejšího kostela není přesně známo, ale už v první písemné zmínce z roku 1406 o tehdejším majiteli vesnice byl zmiňován patronát kostela. Podle průzkumů komisaře Památkového úřadu Dr. Karla Svobody z roku 1936 vykazuje kostel čtyři stavební období.  Nejstarší období je datováno do 13. století, ze kterého prokazatelně pochází obvodové chrámové zdivo s podezdívkou a třemi původními okny. Až do roku 1518 je kostel v Hradčovicích vzpomínán jako farní. V době husitských válek byla fara s kostelem obsazena husity a v Hradčovicích byl uváděn kněz Martin, který podával podobojí.
Později byla ves přifařena k Vlčnovu, kde byla fara obsazována řeholníky cisterciáckého kláštera na Velehradě. Na počátku 16. století se zdejší obyvatelé připojili k novoutrakvismu, což byl radikální směr kališnické církve, ovlivněné německým luteránstvím. Po třicetileté válce byl kostel uváděn jako zpustlý a náležel spolu kostelem v Uherském Brodě pod kroměřížskou kapitulu.
Po zrušení vyhlášeného interdiktu v roce 1657 císařem Leopoldem se kostel stal filiálním k farnímu kostelu sv. Jakuba ve Vlčnově. V roce 1756 byla zřízena kaplanská lokalie v Hradčovicích a obnovena fara. Novým zdejším kaplanem byl jmenován původně vlčnovský kaplan Jan Vrba z Mladotic, který započal dlouhou řadu kaplanů a kněží, kteří duchovně spravovali zdejší kostel a farnost. 
Roku 1784 byla zřízena kuracie. V roce 1858 byla kuracie povýšena na faru. 

## Duchovní správci
Seznam duchovních správců je známý od roku 1756. Od července 2017 je farářem R. D. Vojtěch Daněk.

## Kněží pocházející z farnosti
Msgre Alois Žáček (*1859 †1928) Drslavice, o: 5. 7. 1884

František Hamrala (*1908 †1958) Lhotka, o: 1933

František Válek (*1913 †1974) Lhotka, o: 1938

Josef Buráň SJ (*1913 †1942) Hradčovice, o: 1942

František Javor (*1916 †1989) Lhotka, o: 1950

František Koníček (*1922 †1981) Drslavice, o: 1950

Jan Zemánek CSsR (*1925) Drslavice, o: 1949

Pavel Stuška (*1979) Lhotka, o: 25. 6. 2005

o: – datum ordinace

## Bohoslužby
Ve farnosti se konají pravidelně bohoslužby ve farním kostele – v neděli a všední dny, v sobotu pak ve filiální kapli ve Veletinách.
| Kostel                      | Místo      | Bohoslužba                        | Bohoslužba                                                        | Poznámka     |
| --------------------------- | ---------- | --------------------------------- | ----------------------------------------------------------------- | ------------ |
| kostel Všech svatých        | Hradčovice | neděle úterý středa čtvrtek pátek | 7.30; 10.00 17.00 v zimě, 18.00 v létě 17.00 v zimě, 18.00 v létě | farní kostel |
| kaple sv. Cyrila a Metoděje | Veletiny   | sobota                            | 17.00 v zimě 18.00 v létě                                         | filiálka     |

## Aktivity farnosti
Ve farnosti se pravidelně koná tříkrálová sbírka. V roce 2017 se při ní vybralo v Hradčovicích 45 030 Kč, v Drslavicích 24 125 Kč, ve Veletinách 21 005 Kč.